# Mimo latino
Il termine mimo deriva da mimus, che è un prestito latino dal greco μῖμος, ed  indica l'imitazione della vita reale e si riferisce sia al genere artistico sia all'attore che lo esercita.
Rispetto all'accezione odierna del termine, nell'antichità tale etichetta copre sia forme di letteratura piuttosto sofisticata, non sempre destinata alla recitazione, sia generi di spettacolo più simili all'avanspettacolo o al cabaret, con numeri slegati fra loro, non sempre basati su veri e propri testi, con componenti di improvvisazione teatrale e largo spazio a musica, danza e a quella che oggi è intesa specificamente come "arte mimica".

## Caratteristiche distintive
A lungo e senza una risposta definitiva si è discusso sulla natura lirico-musicale o drammatico-recitativa del mimo.
I non molti frammenti in nostro possesso ci indicano che l'imitazione di scene di vita quotidiana si risolveva o in effetti grotteschi di crudo realismo, o in parodie dei generi letterari più elevati. Il verismo del mimo si avverte nelle sue convenzioni sceniche, che lo caratterizzano opponendosi a quelle in uso nella commedia:
- Gli attori recitavano sempre senza maschera, dunque la loro arte doveva ancora basarsi più sulla gestualità facciale e corporea che sulla voce.
- Sulla scena comparvero ruoli interpretati da donne, a differenza del teatro di Plauto e Terenzio.
- I mimi non portavano le calzature rialzate degli attori di teatro tragico, li chiamavano perciò planipedes[2].
- Non tutti gli "autori" del mimo furono personalità letterarie.

Data la vicenda generalmente travagliata dei testi teatrali latini, non sorprende la penuria di testimoni scritti: la fortuna del mimo, in età repubblicana e nella prima età imperiale, continuò infatti a basarsi su canovacci schematici, improvvisazioni, canzoni, acrobazie e anche, con sicuro successo di pubblico, su numeri di spogliarello delle mime. Tale espediente, pur stigmatizzato dai difensori del mos maiorum, fu ampiamente gradito al pubblico, come appare da questo commento di Marco Valerio Marziale:
(Prologo al Liber epigrammatum.)
Secondo alcuni autori per tali occasioni le  mimae erano sostituita da  meretrices
Sembra che le situazioni base fossero delle scenette a sé stanti, con equivoci piccanti, amori boccacceschi, o litigi clamorosi, lo spettacolo aveva spesso un finale brusco e a sorpresa, con un comico incidente conclusivo e un fuggifuggi generale.

## Storia

### Origini
Il mimo ha una lontana preistoria che non possiamo ricostruire. Discutere dell'importazione greca del genere è ultimamente futile, dato che nei suoi stadi iniziali il mimo fiorisce istintivamente in ogni popolazione. È dato indiscutibile che il termine latino è calco di quello greco: la conoscenza dei mimi greci diede certo al genere uno slancio particolare in quei paesi della Magna Grecia dove l'attitudine imitativa era più spontanea, per poi giungere a Roma come una forma già raffinata che gli autori di teatro, a seguito della crisi del genere tragico del II secolo a.C., adottarono per assecondare il gusto popolaresco.

### Età repubblicana
Originariamente la rappresentazione di mimi era limitata quasi esclusivamente ai ludi florales (verso la fine di aprile). In seguito il mimo divenne una forma di spettacolo assai richiesta.
La crescente voga di questi spettacoli nell'età di Cesare si ricollega al diffondersi di un gusto veristico che si distacca dalle tradizioni arcaiche, e perciò Plauto ed Ennio sono sentiti come non più attuali - si noti come aspetti veristici siano presenti anche in un letterato raffinato e difficile qual è Catullo. In un periodo di "letterarizzazione" della letteratura romana, il mimo e le atellane sono le prime forme d'arte di ascendenza italica ad essere poste per iscritto: non è casuale che generi considerati inferiori guadagnassero terreno quando i generi ritenuti elevati ne persero.
In alcuni teatri era consentito anche alle donne “recitare”. Si trattava di donne che mostravano i loro corpi sul palcoscenico e con altrettanta facilità li concedevano a facoltosi romani o a uomini di potere che venivano ad ammirarle a teatro. Secondo Servio Mario Onorato, grammatico che visse tra il IV e il V secolo d.C., tre furono le donne di spettacolo più famose nella storia di Roma. Si trattava di: Origine, Arbuscola, Licoride. Erano considerate delle infames, e ciò comportava la perdita dei propri diritti di cittadino. Dagli autori dell'epoca erano spesso chiamate meritrices, alludendo al doppio ruolo di attrice-cortigiana. Su di loro pesava anche la mancanza di una tutela legale: erano esposte a stupri, violenze e soprusi senza potersi difendere. Lo stesso Cicerone, riferendosi allo stupro di gruppo di un'attrice nella cittadina di Atina, presso Roma, parla di un atto normale, del tutto irrilevante nella cittadina di provincia.

### Età imperiale
Successivamente il mimo si distaccò sempre più dalla commedia, evolvendo verso forme danzate e di recitazione muta: fu il grande successo del pantomimo (recitazione solo gestuale). Le forme tradizionali del teatro latino, la tragedia e la commedia erano ormai decadute: infatti, era venuta meno la capacità di rinnovamento, erano mancati validi autori di teatro, poco a poco si era verificata una dicotomia nei gusti del pubblico. L'élite colta pretendeva un'espressione letteraria sempre più elaborata, raffinata e problematica, esigenze soddisfatte soprattutto dalla letteratura di consumo privato, mentre, la massa urbana, cresciuta a dismisura, aveva subito un processo di degradazione culturale, che rendeva gradite quasi esclusivamente forme di spettacolo assai più semplici e spesso banalmente lascive, fino a perdere dignità letteraria.

## Autori
Gli unici autori di cui si hanno notizie e frammenti sufficienti a darne un minimo inquadramento furono Decimo Laberio e Publilio Siro, contemporanei di Cesare. Di altri autori restano puri nomi o frammenti infinitesimali.
In particolare citiamo gli autori anonimi delle opere Tutor e Faba, due copioni che ebbero particolare successo.